# Rue Abel-Rabaud
La rue Abel-Rabaud est une rue du 11e arrondissement de Paris.

## Origine du nom
Elle doit son nom à Abel Rabaud, l'un des anciens propriétaires de la voie.

## Historique
La voie est ouverte, en tant que voie privée, sous sa dénomination actuelle en 1892. Elle est classée dans la voirie parisienne par décret du 1er mai 1899.